# Crimsinota
Crimsinota là một chi bướm ngày thuộc họ Lycaenidae.